# Levurage
 (février 2016).

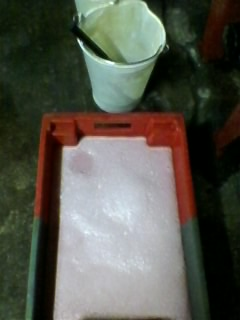
Levurage (œnologie)

Le levurage est une opération destinée à démarrer une fermentation alcoolique contrôlée d'un moût. Elle consiste à ensemencer ce dernier de levures. Les levures peuvent être naturellement présentes (indigènes) ou non (exogènes) sur le végétal dont il est issu, pour déclencher sa fermentation alcoolique.
Le levurage est réalisé systématiquement en zythologie, et optionnellement en œnologie.

## Fonction
Le levurage a pour but d'accélérer le départ en fermentation alcoolique d'un moût par développement massif d'une colonie de levures, empêchant ainsi une madérisation ou une piqûre acétique.

## Types de levures
Les levures commerciales qui peuvent être utilisées sont :
- Saccharomyces cerevisiae (agent principal de la FA) Ces levures sont les plus utilisées. Il en existe plusieurs centaines de références, chaque fabricant ayant sélectionné des levures présentes dans la nature, ou en a créé de nouvelles par hybridation naturelle. Des catalogues permettent au vinificateur de choisir parmi elles des levures pour vin blanc, rosé ou rouge, pour vin aromatique ou pour vin de garde, spécifiques à certains cépages ou vinification... Des levures spéciales sont sélectionnées pour l'élaboration de cidre ou de bière.
- Saccharomyces bayanus : ce sont des levures sélectionnées pour le  champagne. Leurs facultés de travail en condition difficile (pH bas, acidité élevé, alcool élevé) les rendent très utiles, notamment pour les refermentations.
- Autres levures moins utilisées :
  - Saccharomyces acidifaciens, Saccharomyces apiculata et Saccharomyces bacillaris[1].
  - Levures non saccharomyces telles que Torulaspora delbrueckii, Metschnikowia pulcherima, Kluyveromyces thermotolerans et Hanseniaspora occidentalis. Elles ont des applications qui ont lancé un regain pour leurs intérêt durant les vinifications comme La libération d'arômes fermentaires, la désacidification, favoriser la formation d'arômes variétaux et produire peu d'acidité volatile[2].

## Modes opératoires

### Œnologique
- Levure sèche active (LSA). Ces levures sont multipliées en grande cuve puis lyophilisées par leur fabricant. Elles sont commercialisées pour les viticulteurs en emballage étanche de 0.5 à 10 kg. Elles s'utilisent à des doses de 8 à 20 grammes/hectolitre selon le vin. Pour un vin blanc, l'opération a lieu après débourbage et dès que la température atteint 12 à 15 °C. Pour les vins rouges, elle se pratique dès la mise en cuve à la température ambiante[1].
- Pied de cuve. Certains viticulteurs ne veulent pas utiliser les levures du commerce et préfèrent laisser travailler les levures naturelles contenues dans la pruine du raisin. Pour éviter les méfaits d'un trop lent départ en fermentation, le vigneron peut récolter une petite quantité de raisin et le laisser partir en fermentation. S'il y a un problème (piqûre acétique, oxydation) la quantité de vin perdue est négligeable. Quand ce volume est en pleine fermentation, signe que les levures se sont beaucoup multipliées, il est ajouté à une cuve pleine.
- Méthode hybride. Pour économiser sur l'achat des levures certaines grosses unités de fermentation peuvent levurer un petit volume de vin avec des levures sèches actives et incorporer à une grande cuve à pleine fermentation.
- Vins mousseux en méthode traditionnelle. Les levures sont ajoutées au vin de base en même temps que la liqueur de tirage. Ces levures spécialement sélectionnées pour travailler en conditions difficiles (haute pression et teneur importante en alcool) assurent une seconde fermentation pour fabriquer le CO2 responsable de la mousse.
- Relevurage, lors d'arrêt de fermentation. Lors de certaines vinification en conditions limites pour le développement des levures (vin très acide, températures très basses ou très hautes, vin très alcoolisé) les levures peuvent mourir avant d'avoir achevé la fermentation. Un autre levurage est alors pratiqué. Il doit se faire le plus tôt possible, dès le constat de mortalité des levures. Dans ce cas, la dose de levure est doublée (20 g/hl) afin de créer une population levurienne importante apte à supplanter les autres levures présentes. Le pied de cuve est fortement recommandé pour cette technique[3].

## Galerie photos
Les levains peuvent prendre des apparences différentes selon la souche de levure, la température, la teneur en sucre du milieu (par addition de moût), etc.

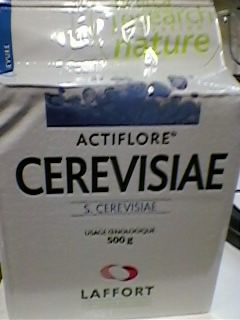
Paquet de levures (Saccharomyces cerevisiae)
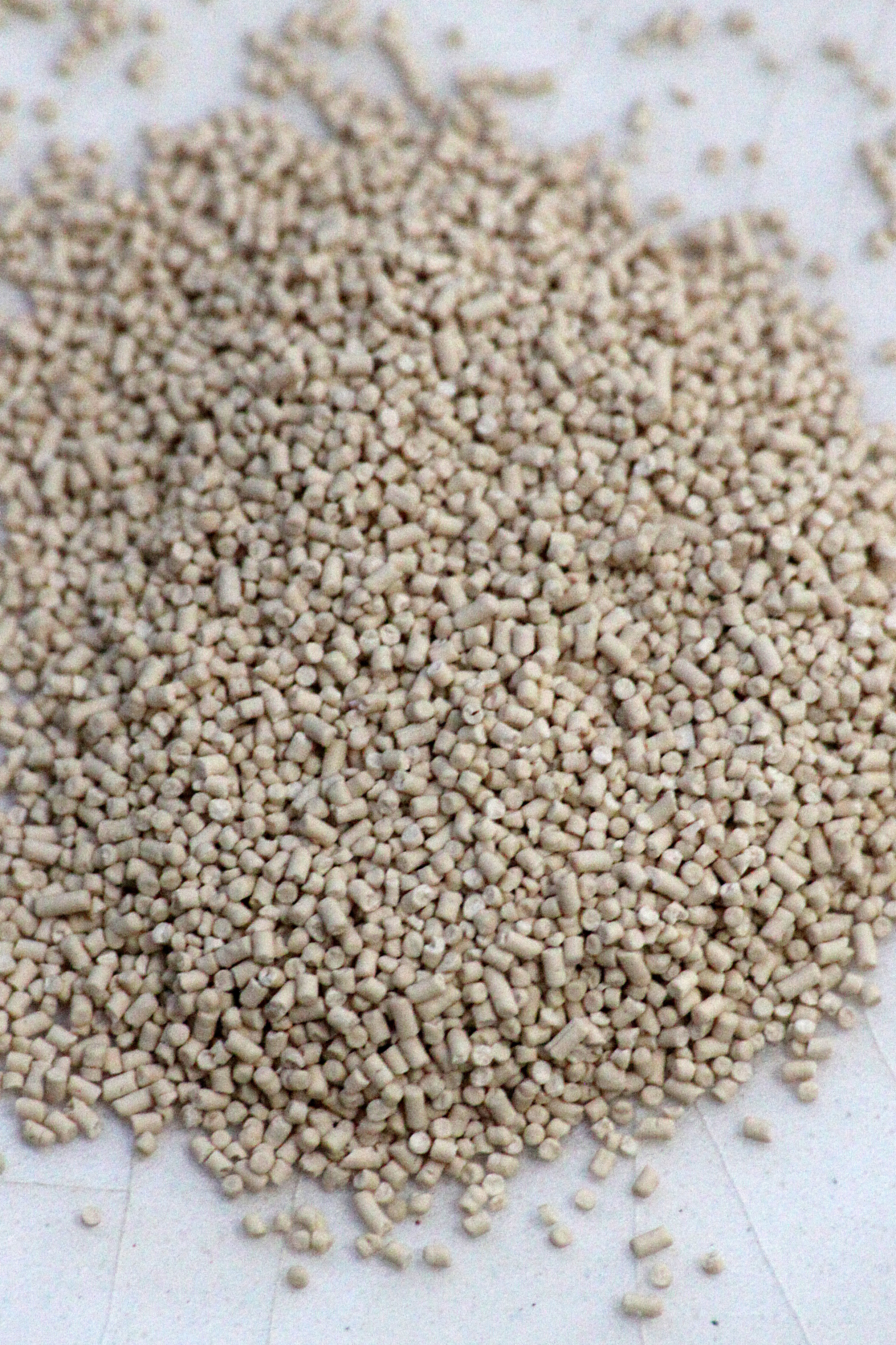
Levures sèches actives saccharomyces cerevisiae de production industrielle pour usage œnologique
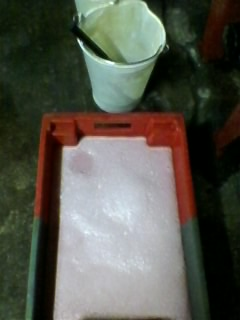
Levain avant ensemencement
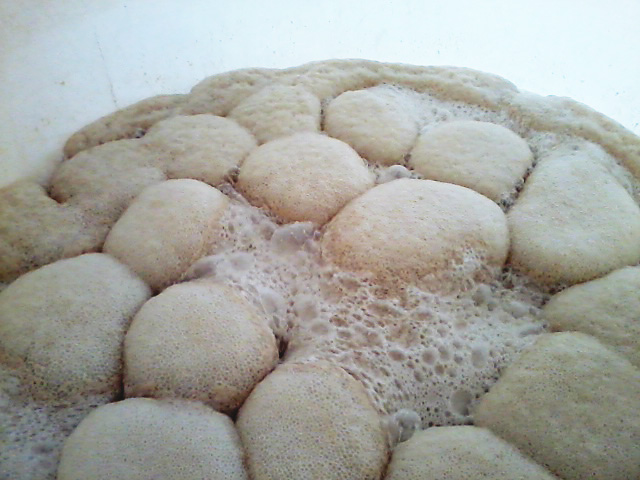
Levain de saccharomyces cerevisiae
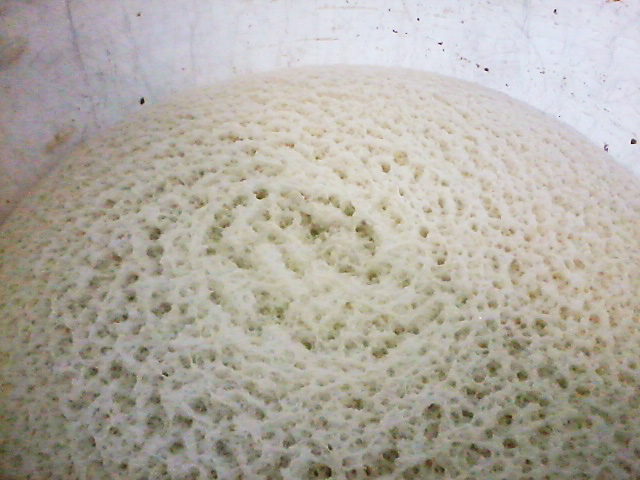
Levain de saccharomyces cerevisiae
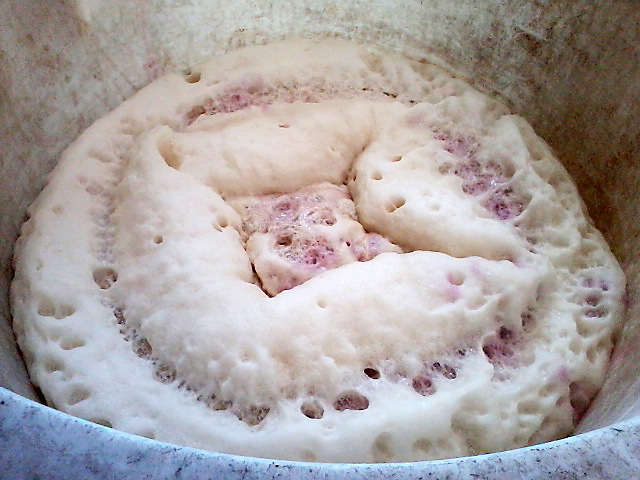
Levain de saccharomyces cerevisiae
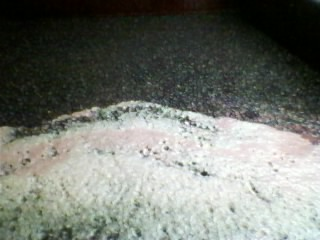
Levures dans une cuve (après ensemencement)